# Antoni Niemira
Antoni Niemira (Niemiera) herbu Gozdawa – stolnik mielnicki w latach 1710-1733, chorąży mielnicki w 1710 roku.
Jako poseł ziemi mielnickiej był uczestnikiem Walnej Rady Warszawskiej 1710 roku.